# Carolyn Parker
Carolyn Beatrice Parker (18 de noviembre de 1917 - 17 de marzo de 1966) fue una física que trabajó desde 1943 hasta 1947 en el Proyecto Dayton, la rama de investigación y desarrollo de plutonio del Proyecto Manhattan. Parker fue una científica y técnica afroestadounidense que trabajó en el Proyecto Dayton, una rama del Proyecto Manhattan. Luego se convirtió en profesora asistente de física en la Universidad de Fisk.
Parker obtuvo dos maestrías, una en matemáticas de la Universidad de Míchigan en 1941 y otra en física del Instituto de Tecnología de Massachusetts (MIT) en 1951. Según su familia, la leucemia que causaría su muerte a los 48 años le impidió completar un doctorado en física en el MIT. La leucemia era un riesgo ocupacional  para trabajadores en el Proyecto Dayton.
Se cree que Parker fue la primera mujer afroamericana en obtener un título de posgrado en física.

## Biografía y educación
Carolyn Beatrice Parker nació en Gainesville, Florida, el 18 de noviembre de 1917. Su padre, Julius A. Parker, fue un exitoso médico y farmacéutico que se graduó en colegio médico Meharry, la primera escuela de medicina ubicada en el Sur de Estados Unidos para ciudadanos afroamericanos. Su madre fue Della Ella Murrell Parker. La prima hermana materna de Carolyn Parker, Joan Murrell Owens, fue una bióloga marina y una de las primeras mujeres afroamericanas en recibir un doctorado en geología.
Parker fue una niña nacida en una familia de seis hijos, todos sus hermanos y hermanas, salvo una hermana, recibieron títulos en ciencias naturales o en matemáticas. Mary Parker Miller obtuvo una maestría en ciencias y matemáticas en la Universidad de Nueva York en 1975, Juanita Parker Wynter tuvo una licenciatura en matemáticas y química, y una maestría en ciencias en la Universidad de Nueva York, Julie Leslie Parker obtuvo una licenciatura en matemáticas en la Universidad de Fisk y una maestría en tecnología médica en el colegio médico Meharry, Julius Parker Jr. obtuvo una maestría en química en la Universidad de Míchigan. La sexta hermana, Martha Parker, estudió ciencias sociales y obtuvo una maestría en la Universidad del Temple.
Se graduó magna cum laude con una licenciatura en artes, en la Universidad de Fisk en 1938, posteriormente obtuvo una maestría en matemáticas en la Universidad de Míchigan en 1941.
Realizó más estudios de 1946 a 1947 en la Universidad Estatal de Ohio, cuando todavía estaba trabajando en el Proyecto Dayton. Obtuvo una maestría en física en el Instituto de Tecnología de Massachusetts (MIT) en 1951. Según miembros de la familia de Parker, había completado el trabajo de investigación para su doctorado en física en el MIT alrededor de 1952 o 1953, pero falleció de leucemia, aparentemente debido a la exposición a la radiación relacionada con su trabajo, antes de que pudiera presentar su tesis doctoral. Se cree que Parker fue la primera mujer afroamericana en obtener un título de posgrado en física.

## Carrera
Parker enseñó en escuelas públicas en Rochelle, Florida de 1938 a 1939, en Gainesville, Florida de 1939 a 1940, y en Newport News, Virginia de 1941 a 1942. Fue profesora de física y matemáticas en Bluefield State College de 1942 a 1943.
De 1943 a 1947, Parker fue física investigadora en el Proyecto Dayton, en la Base de la Fuerza Aérea Wright-Patterson en Dayton, Ohio. El Proyecto Dayton fue parte del Proyecto Manhattan para desarrollar armas atómicas en la Segunda Guerra Mundial y continuar en la Guerra Fría. Monsanto Chemical Company dirigió un trabajo de investigación de alto secreto sobre el uso del polonio como iniciador de explosiones atómicas. La hermana de Parker, Juanita Parker Wynter, informó en una entrevista que su trabajo allí era «tan secreto que no podía discutirlo, ni siquiera con nosotros, su familia».
En 1947, Parker se convirtió en profesora asistente de física en la Universidad Fisk de Tennessee.
Parker fue miembro del Instituto de Ingenieros de Radio, la Sociedad Estadounidense de Física, Sigma Upsilon Pi y la hermandad estudiantil Delta Sigma Theta.

## Vida personal
La familia de Parker informa que murió de leucemia, que creen fue inducida por radiación. La leucemia se consideraba un riesgo de exposición ocupacional al polonio. Los trabajadores del Proyecto Dayton se sometieron a pruebas semanales de excreción de polonio. En 2000, el Programa de Compensación por Enfermedades Ocupacionales de los Empleados de Energía incluyó la leucemia como una enfermedad indemnizable para los trabajadores del Proyecto Dayton que fueron, o deberían haber sido, monitoreados regularmente para los niveles de polonio y fueron empleados allí durante un cierto tiempo.
Parker murió en Gainesville, Florida el 17 de marzo de 1966 a la edad de 48 años. Parker era católica.

## Legado
En 2020, durante las protestas internacionales Black Lives Matter provocadas por la muerte de George Floyd, Breonna Taylor y Ahmaud Arbery, una escuela primaria y un parque vecino en Gainesville que lleva el nombre del general de brigada confederado Jesse Johnson Finley, pasó a llamarse Escuela y Parque Carolyn Beatrice Parker Elementary en su honor.